# Сафронов, Юрий Павлович
Юрий Павлович Сафронов (2 сентября 1928 — 12 апреля 2001) — советский писатель-фантаст, автор романа-утопии «Внуки наших внуков», доктор технических наук.

## Биография
Юрий Сафронов в 1952 году закончил Военно-воздушную инженерную академию имени Жуковского. Работал в области создания инфракрасных систем обнаружения и распознавания для армии, флота и авиации. Написал ряд книг, в том числе и в соавторстве, по этой тематике.
В 1958 году в соавторстве с женой написал роман «Внуки наших внуков», действие которого происходит в 2107 году. В романе описывалось коммунистическое будущее, освоение планет Солнечной системы, Антарктиды. Однако схематичное описание характеров персонажей романа сделало роман неубедительным. Роман был опубликован по рекомендации писателя-фантаста Александра Колпакова, переведён на немецкий, чешский, болгарский и украинский языки.
После публикации в 1962 году рассказа «Ничего особенного» Юрий Сафронов подвергся жёсткой критике и оставил литературу.
В 90-х увлёкся астрологией, в частности оригинальной теорией о физических основаниях астрологии, ссоздал маргинальную теорию «астрооптика». Опубликовал в журнале «Чудеса и приключения» около десятка статей, посвящённых астрооптике и некоторым аспектам теории чисел.
Умер в 2001 году. Урна с прахом захоронена в колумбарии на Ваганьковском кладбище.